# Camptophallus botti
Camptophallus botti е вид десетоног ракообразен организъм от семейство Pseudothelphusidae.

## Разпространение и местообитание
Този вид е разпространен в Никарагуа.
Обитава сладководни басейни, реки и потоци.